# أغوستينهو سواريس
أغوستينهو سواريس نكونكو (بالبرتغالية: Agostinho Soares‏) (مواليد 27 يناير 1990)، ويشتهر بسواريس، هو لاعب كرة قدم محترف من غينيا بيساو، يلعب في مركز الظهير الأيسر.

## روابط خارجية
- أغوستينهو سواريس على موقع قاعدة بيانات كرة القدم.إي يو (الإنجليزية)
- أغوستينهو سواريس على موقع ناشيونال فوتبول تيمز (الإنجليزية)
- أغوستينهو سواريس على موقع Soccerway.com (الإنجليزية)